# Cayo Curcio Filón
Cayo o Gayo Curcio Filón  fue un político y militar romano, cónsul en 445 a. C. con Marco Genucio Augurino. Diodoro Sículo lo llama Agripa Curcio Quilón y Tito Livio, Cayo Curiacio.